# バウベル・ダ・シルバ・コスタ
バウベル・ダ・シルバ・コスタ（Válber da Silva Costa、1971年12月6日 - ）は、ブラジル・マラニョン州サン・ルイス出身の元サッカー選手。ポジションはフォワード。バウベルII（Válber II）とも呼ばれている。

## 経歴
サンタクルスFCでプロデビュー。1992年のサンパウロ州選手権で17得点を挙げ得点王に輝く。1993年は名門コリンチャンスに移籍し、ブラジル代表にも選出されドイツ代表戦に出場した。
Jリーグでも活躍し、1994年と1997年に横浜フリューゲルス、1999年には横浜F・マリノスに在籍した。

## エピソード
1994年の横浜フリューゲルス在籍時、同年5月7日のガンバ大阪戦の1-2ビハインドの場面で、ゴール前の混戦から無人のゴールへ転がったボールをライン上でわざと止め、ヒールキックで同点ゴールを決めるという珍プレーがあった。

## 所属クラブ
- 1991年 - 0000年  サンタクルスFC
- 1992年 - 1993年  モジミリンEC
- 1993年 - 0000年  SCコリンチャンス・パウリスタ
- 1994年 - 0000年  横浜フリューゲルス
- 1995年 - 0000年  SEパルメイラス
- 1995年 - 0000年  SCインテルナシオナル
- 1996年 - 0000年  CRヴァスコ・ダ・ガマ
- 1997年 - 0000年  横浜フリューゲルス
- 1998年 - 0000年  ゴイアスEC
- 1998年 - 0000年  AAポンチ・プレッタ
- 1999年7月 - 12月  横浜F・マリノス
- 2000年 - 0000年  アトレチコ・パラナエンセ
- 2001年 - 2002年  モジミリンEC
- 2003年 - 0000年  サンタクルスFC
- 2004年 - 0000年  モジミリンEC

## 個人成績
| 国内大会個人成績 | 国内大会個人成績 | 国内大会個人成績 | 国内大会個人成績 | 国内大会個人成績 | 国内大会個人成績 | 国内大会個人成績 | 国内大会個人成績 | 国内大会個人成績 | 国内大会個人成績 | 国内大会個人成績 | 国内大会個人成績 |
| 年度             | クラブ           | 背番号           | リーグ           | リーグ戦         | リーグ戦         | リーグ杯         | リーグ杯         | オープン杯       | オープン杯       | 期間通算         | 期間通算         |
| 年度             | クラブ           | 背番号           | リーグ           | 出場             | 得点             | 出場             | 得点             | 出場             | 得点             | 出場             | 得点             |
| 日本             | 日本             | 日本             | 日本             | リーグ戦         | リーグ戦         | リーグ杯         | リーグ杯         | 天皇杯           | 天皇杯           | 期間通算         | 期間通算         |
| ---------------- | ---------------- | ---------------- | ---------------- | ---------------- | ---------------- | ---------------- | ---------------- | ---------------- | ---------------- | ---------------- | ---------------- |
| 1994             | 横浜F            | -                | J                | 32               | 11               | 1                | 0                | 2                | 0                | 35               | 11               |
| 1997             | 横浜F            | 9                | J                | 31               | 20               | 10               | 5                | 0                | 0                | 41               | 25               |
| 1999             | 横浜FM           | 30               | J1               | 17               | 4                | 4                | 1                | 3                | 1                | 24               | 6                |
| 通算             | 日本             | 日本             | J1               | 80               | 35               | 15               | 6                | 5                | 1                | 100              | 42               |
| 総通算           | 総通算           | 総通算           | 総通算           | 80               | 35               | 15               | 6                | 5                | 1                | 100              | 42               |

その他の公式戦
- 1994年
  - スーパーカップ 1試合1得点

## 代表歴
- 1993年 ブラジル代表
  - 代表通算 - 1試合0得点